# Marcel Schuhen
Marcel Schuhen  (* 13. Januar 1993 in Kirchen an der Sieg) ist ein deutscher Fußballspieler. Der Torwart steht beim SV Darmstadt 98 unter Vertrag.

## Karriere
Schuhen spielte ab 2006 in der Jugend des 1. FC Köln. Im Sommer des Jahres 2012 wurde er als dritter Torwart hinter Timo Horn und Thomas Kessler in den Kader der Profimannschaft aufgenommen. Er bestritt weiterhin Spiele für die zweite Mannschaft; für das Profiteam kam er nicht zum Einsatz.
Im Januar 2015 schloss sich Schuhen dem Drittligisten Hansa Rostock an, die sich zu diesem Zeitpunkt in einer schwierigen sportlichen Situation befanden. Im Trainingslager in La Manga war er einer von mehreren Neuzugängen gegen den Abstieg. Dort gab ihm Trainer Karsten Baumann den Vorzug vor Johannes Brinkies. Am 31. Januar 2015 absolvierte Schuhen im Spiel beim SV Wehen Wiesbaden, das die Rostocker mit 2:1 gewannen, seinen ersten Profieinsatz. Er bestritt auch alle weiteren Spiele der Saison für die Hanseaten und trug zum Klassenerhalt bei. Am 13. Mai 2015 gewann er mit der Mannschaft den Landespokal Mecklenburg-Vorpommerns im Finale gegen die TSG Neustrelitz (1:0). Die folgende Teilnahme am DFB-Pokal 2015/16 endete in der ersten Runde; Schuhen und der F.C. Hansa verloren gegen den in der 2. Liga angesiedelten 1. FC Kaiserslautern nach Elfmeterschießen mit 4:5.
In der Drittligasaison 2015/16 absolvierte Schuhen 37 von 38 Ligaspielen. Lediglich gegen den FSV Mainz 05 II am 37. Spieltag gab Trainer Christian Brand einmalig Brinkies den Vorzug. Das Spiel endete 0:4. Das Landespokalfinale 2016 gegen den FC Schönberg 95 gewann Hansa mit Schuhen im Elfmeterschießen mit 4:3 und qualifizierte sich erneut für den DFB-Pokal in der Folgesaison. Auch dieses Mal schied man in der ersten Runde aus. Gegen den Zweitligisten Fortuna Düsseldorf hatten Schuhen und der F.C. Hansa mit 0:3 das Nachsehen. Schuhen absolvierte alle Ligaspiele in der Drittligasaison 2016/17 und gewann den Landespokal Mecklenburg-Vorpommerns zum dritten Mal. Er war in 98 Pflichtspielen aufgelaufen, ehe er Hansa zum Saisonende verließ.
Seit der Saison 2017/18 spielte er für den Zweitligisten SV Sandhausen; er erhielt dort einen Zweijahresvertrag. Schuhen gab sein Debüt für den SV Sandhausen am 1. Spieltag im Auswärtsspiel bei Holstein Kiel. Er bestritt in der Saison 2017/18 alle 34 Ligaspiele für den SV Sandhausen.
Zur Zweitligasaison 2019/20 verpflichtete ihn der SV Darmstadt 98, wo der Torhüter einen bis 2022 gültigen Vertrag erhielt und den abgewanderten Stammkeeper Daniel Heuer Fernandes ersetzte. Am 28. Juli 2019 gab er beim 1:1-Auswärtsspiel gegen den Hamburger SV sein Debüt für die Lilien. Zwischen dem 1. und dem 2. Spieltag brach sich Schuhen im Training den Arm und musste für acht Spiele durch Florian Stritzel ersetzt werden. Schuhen blieb nach seiner Verletzung Stammtorhüter und konnte so insgesamt 27 Spiele, davon sieben ohne Gegentor, in seiner ersten Saison bei den Südhessen absolvieren. In der Saison 2020/21 verpasste er unter Markus Anfang nur drei Pflichtspiele, davon zwei aufgrund einer Wadenverletzung. In 32 Zweitligaspielen blieb er in fünf Spielen ohne Gegentor und erreichte mit der Mannschaft Platz 7. Im März 2021 übernahm er in einem Spiel die Rolle als Mannschaftskapitän. Im Februar 2022 verlängerte er seinen auslaufenden Vertrag bis 2025. Die Saison 2021/22 unter Torsten Lieberknecht schloss er mit der Mannschaft auf dem vierten Platz ab. In 31 Ligaspielen kassierte er 34 Gegentore und hielt in elf Spielen den Kasten sauber.

## Sonstiges
Am 27. März 2011 erzielte Schuhen für die U19 des 1. FC Köln gegen die SG Wattenscheid 09 ein Tor per Abschlag aus seinem eigenen Strafraum. Dieses Tor wurde in der ARD zum Tor des Monats März 2011 gewählt. Schuhen war damit der achte Torwart, der ein Tor des Monats erzielt hatte.
Seit Februar 2022 ist Schuhen Mitglied des SV Darmstadt 98.
Schuhen und seine Frau Eva sind seit dem 12. September 2020 Eltern eines Sohnes. Neben seiner Karriere als Fußballprofi studiert er Betriebswirtschaftslehre und hat eine Banklehre gemacht.

## Erfolge
- Landespokalsieger Mecklenburg-Vorpommern 2014/15, 2015/16 und 2016/17 (mit Hansa Rostock)